# Diplotaxis tzitzio
Diplotaxis tzitzio är en skalbaggsart som beskrevs av Patricia Vaurie 1960. Diplotaxis tzitzio ingår i släktet Diplotaxis och familjen Melolonthidae. Inga underarter finns listade i Catalogue of Life.